# Sedlasta točka
Sedlasta točka oziroma sedlo je v matematiki točka na ploskvi ali na grafu funkcije, kjer je nagib tangente enak nič, vendar točka ni ekstrem funkcije.